# Daïra de Hammam Bou Hadjar
Pour les articles homonymes, voir Hadjar.
La daïra de Hammam Bou Hadjar est une circonscription administrative algérienne située dans la wilaya d'Aïn Témouchent et la région d'Oranie. Son chef-lieu est situé sur la commune éponyme de Hammam Bou Hadjar.

## Communes
La daïra regroupe les quatre communes de Hammam Bou Hadjar, Oued Berkeche, Chentouf et Hassasna.